# Pitheciinae
Pitheciinae (лат.) — подсемейство обезьян из семейства саковых клады широконосых обезьян (Platyrrhini). Содержит три рода и более двадцати видов. Обитатели лесов северной и центральной части Южной Америки к востоку от Анд. Приматы среднего или небольшого размера, покрытые грубой шерстью. Часть лица у некоторых видов свободна от шерсти. Хвост покрыт шерстью. Дневные животные, хорошо приспособленные к передвижению в ветвях деревьев. Развита коммуникация при помощи звуков. В рационе фрукты и насекомые. Беременность длится от 5 до 6 месяцев, в помёте обычно один детёныш.

## Классификация
- Какажао (Cacajao), или уакари, или какайо, или короткохвостые саки[1], отличаются коротким хвостом и безволосым лицом
  - Западный какажао (Cacajao calvus), или лысый уакари[1]
  - Черноголовый какажао (Cacajao melanocephalus), или черноголовый уакари[1]
  - Cacajao hosomi
  - Cacajao ayresi
- Красноспинные саки (Chiropotes) отличаются хохолком и бородкой
  - Красноспинный саки (Chiropotes albinasus)
  - Черноспинный саки (Chiropotes satanas)
  - Chiropotes chiropotes
  - Chiropotes israelita
  - Chiropotes utahickae
- Саки (Pithecia), отличаются мохнатой серо-чёрной шерстью
  - Экваториальный саки (Pithecia aequatorialis)
  - Белоногий саки (Pithecia albicans)
  - Pithecia cazuzai[2]
  - Pithecia chrysocephala[2]
  - Pithecia hirsuta[2]
  - Pithecia inusta[2]
  - Южный саки (Pithecia irrorata)
  - Pithecia isabela[2]
  - Pithecia milleri[2]
  - Pithecia mittermeieri[3]
  - Саки-монах (Pithecia monachus)
  - Pithecia napensis[2]
  - Бледный саки (Pithecia pithecia)
  - Pithecia pissinattii[3]
  - Pithecia rylandsi[3]
  - Pithecia vanzolinii[3]